# العامرية لتكرير البترول
العامرية لتكرير البترول أو (بالإنجليزية: APRC - Amreya Petroleum Refining Co)‏ هي إحدى شركات قطاع البترول المصري, والتي تأسست عام 1908

## تاريخ الشركة
- في عام 1908 تأسست الشركة بمدينة السويس تحت اسم النصر للبترول
- في عام 1967 وفي اعقاب الحرب تم نقل الشركة إلى الإسكندرية
- في عام 1984 تم فصل معمل تكرير السويس عن معمل تكرير الإسكندرية مع احتفاظ معمل تكرير السويس باسم شركة النصر للبترول واعطاء معمل تكرير الإسكندرية اسم شركة العامرية لتكرير البترول والتي كانت في الإصل شركة شل المصرية الإنجليزية لآبار الزيوت

## رؤساء الشركة
. محمد صبحى .

## .[1]رؤساء الشركة
- محمد صبحى
- حسام شوقى
- علي فؤاد بدر.[2]
- محمد طلعت حبيب.[3]
- أحمد عبد الغفار جاد.[4]
- أشرف توفيق.
- إبراهيم محمود.
- أحمد الصاوي.
- المحمدي خرشه.
- أحمد عباس مدني.